# Bimini Bon Boulash

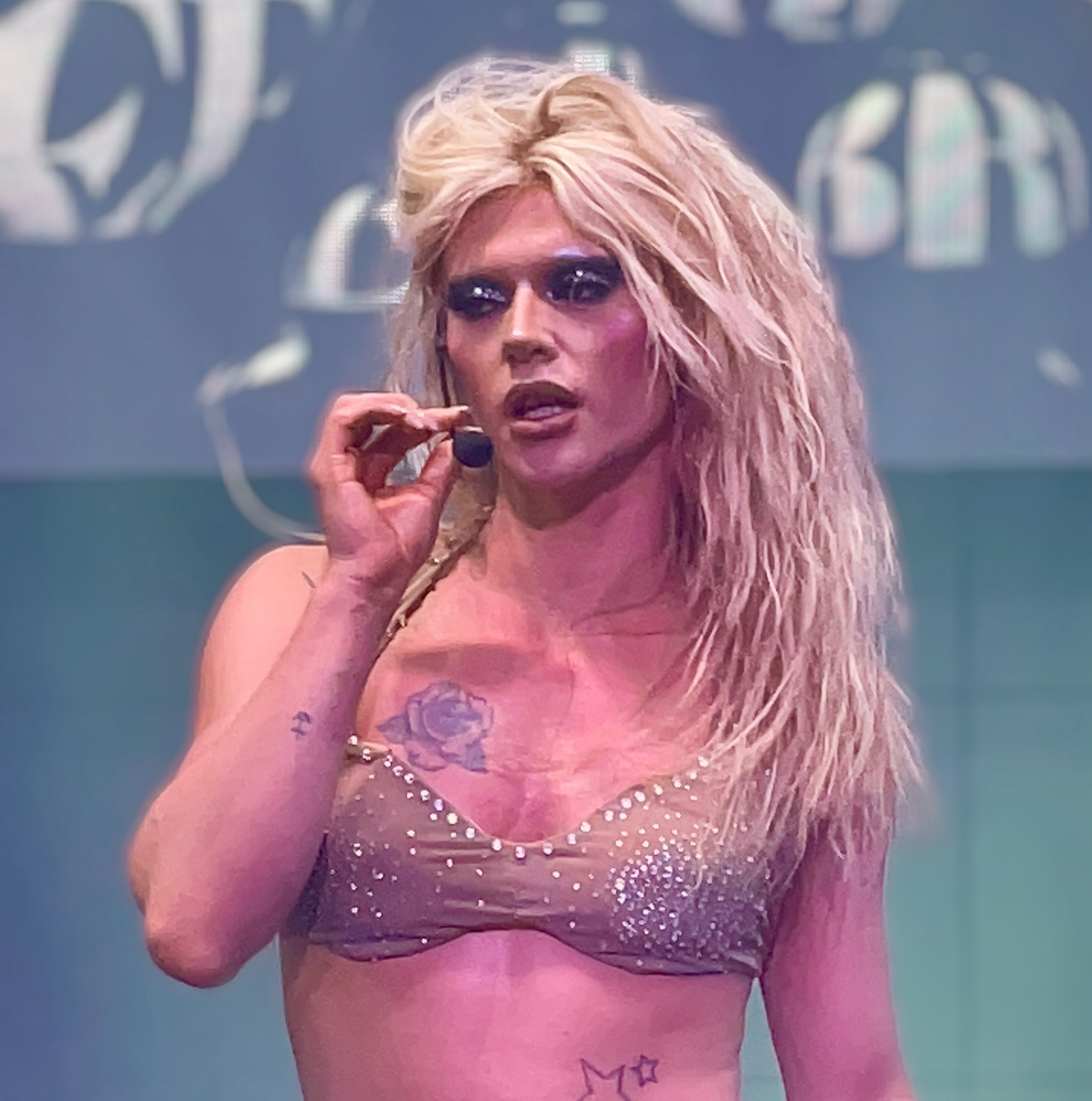
Bimini Bon Boulash bei einem Auftritt in Torquay 2021

Bimini Bon Boulash (geboren 12. Mai 1993 in Great Yarmouth als Thomas George Graeme Hibbitts), oft auch nur Bimini genannt, ist eine britische Dragqueen. Bekannt wurde sie vor allem durch ihre Teilnahme an der zweiten Staffel von RuPaul’s Drag Race UK, bei der sie den zweiten Platz belegte.

## Leben
Tommy Hibbitts wurde 1993 in Great Yarmouth in der Grafschaft Norfolk geboren und wuchs sowohl dort als auch in der Nachbarstadt Norwich auf. Nach dem Abschluss an der Lynn Grove Academy in Gorleston-on-Sea zog Hibbitts im Alter von 18 Jahren nach London, um Journalismus zu studieren. Dort wohnte Hibbitts in Soho zum ersten Mal dem Auftritt einer Dragqueen bei und fand sofort Gefallen an der Szene. Deswegen entschloss sich Hibbitts nach dem Ende des Studiums am London College of Communication 2017 dazu, selbst in Drag aufzutreten. Hibbitts wählte dafür den Künstlernamen Bimini Bon Boulash, Bimini wäre laut Hibbitts der Name gewesen, den die Eltern einer Tochter gegeben hätten, Bon Boulash leitet sich von der Familienkatze Bonnie boo lash ab. Neben den Drag-Auftritten schrieb sich Hibbitts an der Goldsmiths, University of London ein, um einen Journalismus-Master zu erhalten, brach das Studium aber ab und absolvierte stattdessen Praktika bei verschiedenen Medien, um eine journalistische Karriere mit den thematischen Schwerpunkten soziale Gerechtigkeit und Menschenrechte zu beginnen.
Seit 2019 arbeitet Hibbitts professionell als Dragqueen und ist vor allem in der Wohngegend East London tätig, unter anderem regelmäßig in den Schwulenbars The Glory und Dalston Superstore, wird aber auch in anderen Stadtteilen für Auftritte engagiert. Hibbitts sei bei der Arbeit als Dragqueen die Verwendung mehrerer Inspirationsquellen wichtig. Drag-Kunst habe kein festes Ziel, sondern sei eine kontinuierliche Reise, weswegen sich Hibbitts' eigene Drag-Kunst stetig weiterentwickle. Drag sei nach Hibbitts' Ansicht auch trotz der immer weiter wachsenden Bekanntheit in der breiten Masse seit der Entstehung der Szene politisch, aufmüpfig und trete für Minderheiten ein, was nicht vergessen werden sollte. Durch die Kunstform sollten Geschehnisse in der Welt verhöhnt und parodiert werden.
Hibbitts' eigener Drag lasse sich ebenfalls nicht einer Schublade verorten, sondern verbinde beispielsweise albernen Humor mit aktuellen gesellschaftlichen und politischen Thematiken. Eines dieser Themen ist neben dem Brexit oder sozialen Unterschieden zwischen verschiedenen gesellschaftlichen Schichten Hibbitts' vegane Ernährungsweise, die bei Auftritten und Interviews häufig aufgegriffen wird, so behauptet Hibbitts oft scherzhaft, Veganismus erfunden zu haben. Hibbitts wird hauptsächlich von den verschiedenen Stilrichtungen und Ästhetiken der Modedesigner Alexander McQueen, Vivienne Westwood und John Galliano sowie der Schauspielerin Pamela Anderson inspiriert.
Hibbitts identifiziert sich als genderfluid, eine nichtbinäre Geschlechtsidentität, und verwendet im Bezug auf sich selbst die geschlechtsneutralen Pronomen they/them, wie es im englischen Sprachraum bei nichtbinären Personen üblich ist. In einer Folge von RuPaul’s Drag Race UK führte Hibbitts über die Geschlechtsidentität ein spontanes Gespräch mit Lewis Mandall. Mandall nahm als Ginny Lemon an der Staffel teil und ist ebenfalls nichtbinär. Beide wurden nach der Ausstrahlung von Zuschauenden sowie der Drag Race-Produktionsfirma World of Wonder gelobt, die ihnen für die Erhöhung der Sichtbarkeit nichtbinärer Personen dankten.

## Karriere
2020 war Boulash zusammen mit ihren Kolleginnen Crystal, Asttina Mandella und Tayce im Musikvideo Baby von Madison Beer zu sehen, im Jahr danach folgte ein Auftritt in My Head & My Heart von Ava Max, eine Interpolation von Pesenka. Im Video, in dem Boulash mittels Lipsync zum Lied sang, ist ein Spendenaufruf für die von Max und Boulash unterstützte Hilfsorganisation Mermaids zu sehen, die trans und nichtbinären Kindern und Jugendlichen sowie deren Familien Beratungsgespräche anbietet.
Im Dezember 2020 wurde Boulash von der BBC neben elf weiteren Dragqueens, unter anderem Mandella und Tayce, als Kandidatin der zweiten Staffel von RuPaul’s Drag Race UK angekündigt. Sie gewann vier der neun Challenges genannten Hauptaufgaben, dies waren eine Gesangsnummer der fiktiven Gruppe United Kingdolls, wobei sich Boulash den Sieg mit ihren Mitstreiterinnen A’Whora, Lawrence Chaney und Tayce teilte, das Improvisations-Spiel Snatch Game, bei dem sie Katie Price imitierte, ein Stand-up-Auftritt sowie Schauspielern in der fiktiven Seifenoper BeastEnders. In der ersten Folge befand sie sich unter den letzten Zwei, konnte durch einen Sieg im Lipsync-Singen aber ein vorzeitiges Ausscheiden verhindern. Boulash erreichte schließlich das Finale am 18. März 2021, verlor den letzten Lipsync gegen Chaney und wurde somit zusammen mit Tayce Zweitplatzierte. Zudem wurde Boulash von ihren Mitstreiterinnen zur Miss Congeniality gewählt, den Titel erhält stets die nach Ansicht ihrer Konkurrentinnen kollegialste Kandidatin. Allerdings gilt die Abstimmung offiziell eigentlich nicht, da sie nicht von der US-amerikanischen Version übernommen wurde. Deswegen wurde das Ergebnis auch nicht wie sonst üblich im Finale der Sendung, sondern online auf dem YouTube-Kanal der zu Global gehörenden Kultur-Plattform PopBuzz verkündet.
UK Hun, das von den United Kingdolls dargebotene Lied, konnte sich kurz nach der Ausstrahlung der Episode am 21. Februar 2021 auf dem dritten Platz der britischen Top-40-Singlecharts platzieren, einige Tage später befand es sich auf dem 27. Rang. Im selben Monat lief Boulash zusammen mit A'Whora für das Unisex-Label Art School London über den Laufsteg der London Fashion Week.
Im März erschien über Boulash und die drei weiteren Drag Race-Finalistinnen Chaney, Ellie Diamond und Tayce ein Feature im The Guardian. Im selben Monat verkündete Boulash, an einem Buch mit dem Arbeitstitel A Drag Queen’s Guide to Life zu schreiben, das im Oktober mit dem Titel Release the Beast: A Drag Queen’s Guide to Life von Viking Press herausgebracht wurde. Release the Beast ist eine Anspielung auf Boulashs Vers in UK, Hun. Boulash reiste neben A’Whora, Chaney und Tayce im selben Jahr auf einer Konzerttour der United Kingdolls durch mehrere Großstädte im Vereinigten Königreich, deren Eintrittskarten bereits nach fünf Stunden ausverkauft waren. Zudem ging Boulash Anfang 2022 mit den restlichen Teilnehmerinnen der zweiten Staffel ebenfalls auf eine landesweite Tour.
Im Juli 2021 veröffentlichte Boulash ihre erste Single God Save This Queen sowie ein dazugehöriges Musikvideo. Am 21. August desselben Jahres, anlässlich des drag day, führte Boulash zusammen mit dem Moderator Dean McCullough durch das Nachmittagsprogramm des Radiosenders BBC Radio 1. Im Oktober erhielt sie den Style Award der Attitude, im November wurde sie bei einer Veranstaltung der Gay Times mit der Auszeichnung Honour for Drag Hero bedacht und auf einem Cover der Zeitschrift verewigt. Im selben Monat fand sich in dem alljährlichen Weihnachtswerbespot der britischen Supermarktkette J Sainsbury eine Anspielung auf Boulash. Darin war sie bei einer Partie Wer bin ich? die zu erratende Persönlichkeit.
Im März 2022 wurde Boulash für ihren Vers in UK Hun für einen BAFTA in der Kategorie sehenswertester TV-Moment nominiert.